# Abraxas ditritaria
Abraxas ditritaria är en fjärilsart som beskrevs av Walker 1862. Abraxas ditritaria ingår i släktet Abraxas och familjen mätare. Inga underarter finns listade i Catalogue of Life.